# Huaquechula

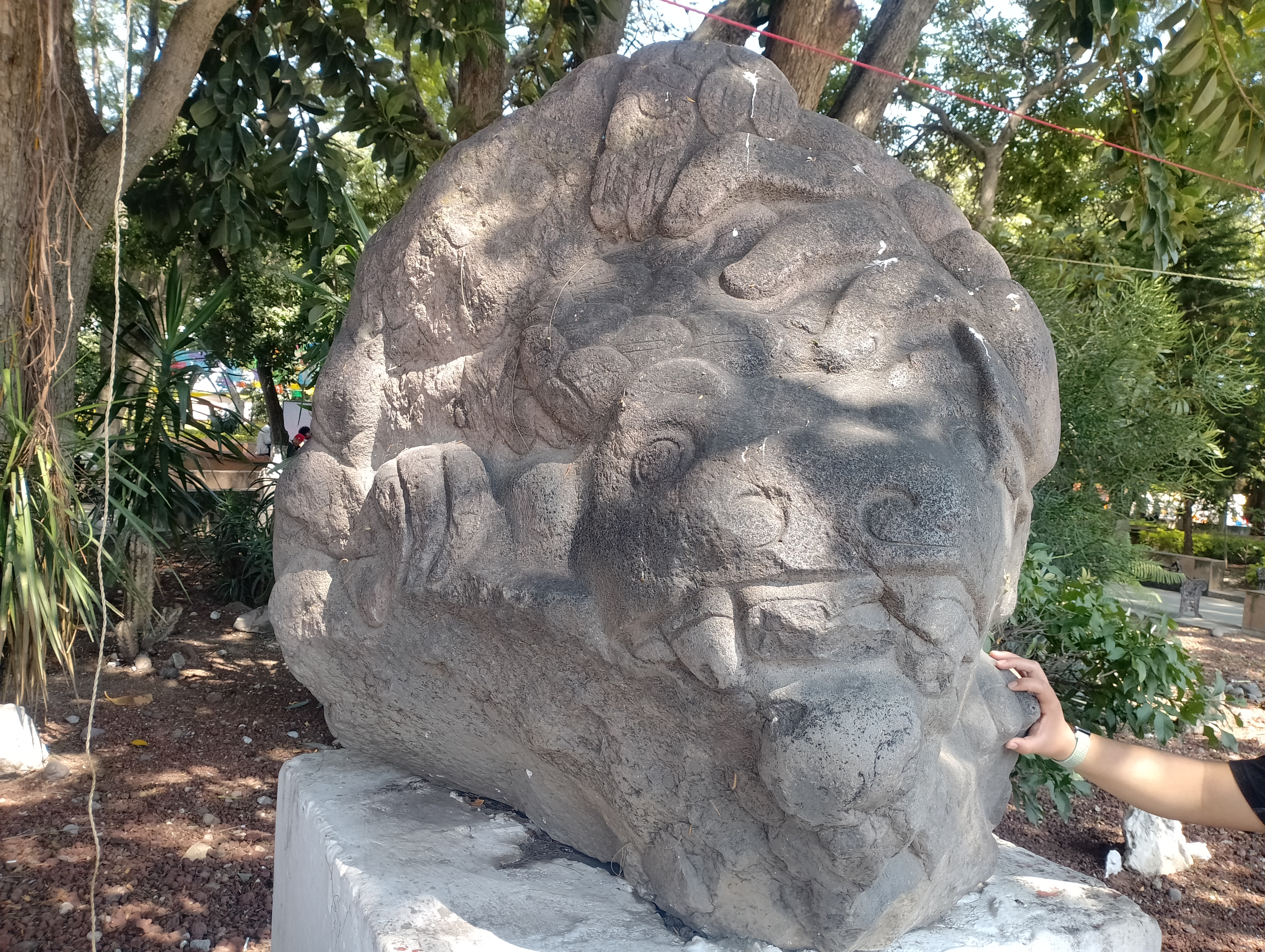
Guerrero Jaguar que se encuentra en el zócalo de Huaquechula.

Huaquechula es el nombre de una población que se localiza en la parte centro oeste del Estado de Puebla, dentro de la región de Atlixco y Matamoros, en México; es la cabecera municipal del municipio del mismo nombre.

## Toponimia
La palabra Huaquechula proviene del náhuatl "cuauhquechollan" ("cuautli" = águila; "quecholli" = plumaje rico; y "lan" = locativo), es decir que significa “junto a las hermosas y ricas plumas del águila”.

## Historia
Los primeros asentamientos humanos en la zona de Huaquechula datan del año 1110 de nuestra era, cuando algunos grupos indígenas Xicalancas y Teochichimecas se establecieron al norte de la actual localización del pueblo. Hacia el año 1200, grupos nahuas efectuaron una segunda fundación, y la tercera y definitiva fue la de los españoles tras haber sido sometida en septiembre de 1520.
En Huaquechula tuvo lugar un hecho de armas entre los tlaxcaltecas y mexicas, "causando los primeros sangrientísimo estrago" y muriendo en el combate un hijo de Moctezuma Xocoyotzin (náhuatl Motēuczōmā Xōcoyōtzin 'Moctezuma el joven') o Moctezuma II (c. 1466-29 de junio de 1520), Huey Tlatoani de los mexicas entre 1502-1520.
De 1520 a 1521 fue considerada en la ruta de la Conquista, y en 1524 fue entregada a Jorge de Alvarado en encomienda.
En el siglo XVII pasó a formar parte de la Corona Española como parte del antiguo distrito de Atlixco, mismo al que perteneció hasta 1895 cuando se volvió municipio libre por decreto del gobierno, y se nombró cabecera del mismo al pueblo de Huaquechula.
Gracias al Lienzo de Quauhquechollan, pintura del siglo XVI, se conoce la historia de la expedición de Jorge de Alvarado desde "Huaquechula" hasta la actual Guatemala.

## Infraestructura

### Educación
Para el ciclo escolar de 1995-96, el municipio contaba con esta infraestructura educativa: 17 escuelas de preescolar y 809 alumnos; preescolar indígena con 5 escuelas y 172 alumnos; 4 escuelas del sistema preescolar Conafe y 47 alumnos; 26 escuelas en el nivel de Primaria y una población de 5572 alumnos; 1 escuela del sistema de Primaria Conafe con 4 alumnos; para el nivel de secundaria, 10 escuelas y 1281 alumnos; y para el Bachillerato, 1 escuela con una población de 99 alumnos.

### Salud
En la cabecera municipal de Huaquechula se encuentra un Centro de Salud con Servicio Ampliado, que se encarga de proporcionar el servicio de salud en todo el municipio.
Actualmente se cuenta con 4 doctores y también con personal de odontología, enfermería y con farmacia del seguro popular, lo cual ayuda a que se brinde un servicio de calidad en el municipio y en comunidades aledañas.
También se cuenta con una ambulancia de la cruz roja la cual Facilita el traslado a hospitales en caso de urgencias.

### Deporte
La principal infraestructura deportiva son 3 canchas de baloncesto abiertas a todo público y campos para jugar futbol.

### Vivienda
En el municipio hay 4691 viviendas particulares en las que se alojan los habitantes del mismo, con un promedio de 5,77 personas por vivienda, las mismas están principalmente construidas con cemento, lámina de asbesto o metálica, teja y losa de concreto, tabique y ladrillo.

### Comunicaciones
Hay servicio de correo y teléfono, además de que se recibe la señal de televisión, de estaciones radiodifusoras estatales y nacionales. En cuanto a transportes, la carretera de Puebla-Izúcar de Matamoros atraviesa el municipio de norte a sur, además de una serie de carreteras secundarias, caminos de terracería y brechas.

## Economía
El municipio cuenta con una gran variedad de actividades económicas. En su agricultura produce principalmente frijol, maíz, cacahuate y sorgo, además de varias hortalizas como cebolla, chile, ejote, cilantro y tomate, y frutas como el melón, mango, sandía, camote, limón y manzana.
Tiene una importante producción de ganado bovino, tanto de carne como lechero, así como porcino, caprino y ovino. Tiene diversidad de aves, entre ellas: pato, pavo, paloma y ganso.
En cuanto a la pesca, cuenta con un jagüey que contiene mojarra, y en el cuerpo de agua de San Juan se implantó la especie de carpa de Israel. La apicultura es una actividad que viene desarrollándose desde hace poco con excelentes resultados, lográndose una buena producción de miel con importantes propiedades nutricionales para la población.
La principal industria del municipio son las actividades manufactureras como los molinos de nixtamal, sastrerías y panaderías. Además hay un buen número de establecimientos de servicios como misceláneas, fondas, loncherías, talleres automotrices, de bicicletas y de aparatos eléctricos.
Más del 80% de la población se dedica al sector primario (agricultura, ganadería...), mientas que alrededor del 8% está dentro del sector terciario (comercio, turismo, servicios) y sólo el 4% se encuentra en el sector secundario (minería, petróleo, industria manufacturera).

## Turismo
El municipio cuenta con diferentes monumentos, entre ellos está el Ex-convento de Huaquechula, que data del siglo XVI cuando arribaron las primeras órdenes religiosas a la Nueva España. Este convento fue establecido por los franciscanos, que llegaron en 1530 a la zona y con la ayuda de los indígenas empezaron su construcción en 1531, misma que terminaron hasta 1580 cuando quedó en manos de Fray Juan de Alameda.
Otro punto de interés es el zócalo, en el centro de Huaquechula, sitio que muestra el paso del tiempo a través del lugar. La Piedra Máscara, ubicada en el antiguo camino a San Juan Vallarta, es un momento irregular que representa una deidad de los antiguos habitantes de Huaquechula. La Piedra del Coyote, en el ascenso del río hacia el Potrero de Xonaca, parece representar la muerte de un coyote que merodeaba por la región, posiblemente labrada por antiguos pobladores prehispánicos. También está la Piedra del Sol y la Luna, en la misma zona que la Piedra del Coyote, que muestra en una de sus caras un eclipse de luna, y se piensa que representa el éxodo de los antiguos pobladores de la región hacia otros lugares como Cholula.
Además está la Casa de la Cultura llamada Cuauhquechollan, ubicada en la cabecera municipal, uno de los principales atractivos culturales de la región.

## Tradiciones

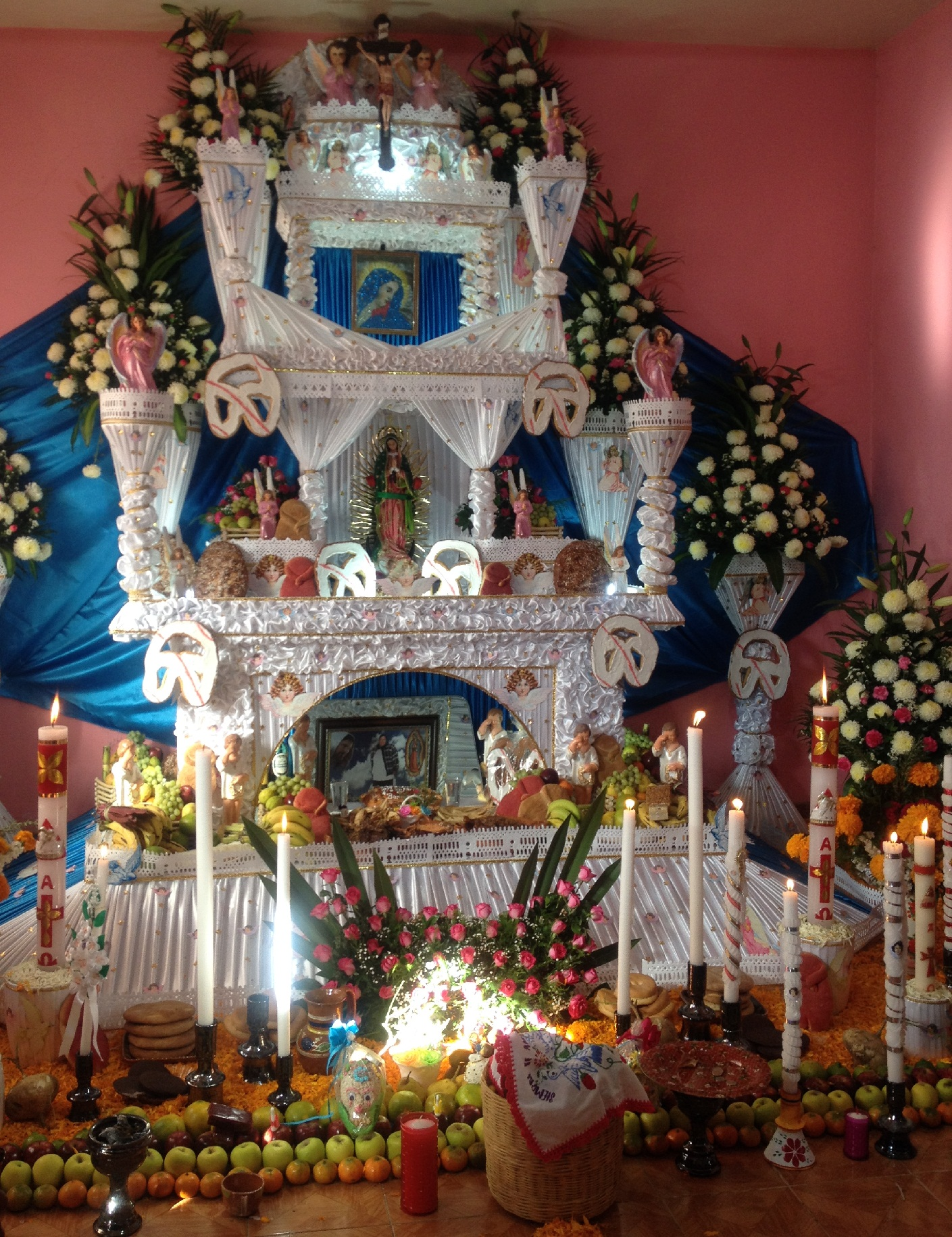
Ofrenda monumental de tres niveles. Nótese que la imagen de la difunta no se ve directamente, sino a través de un espejo.

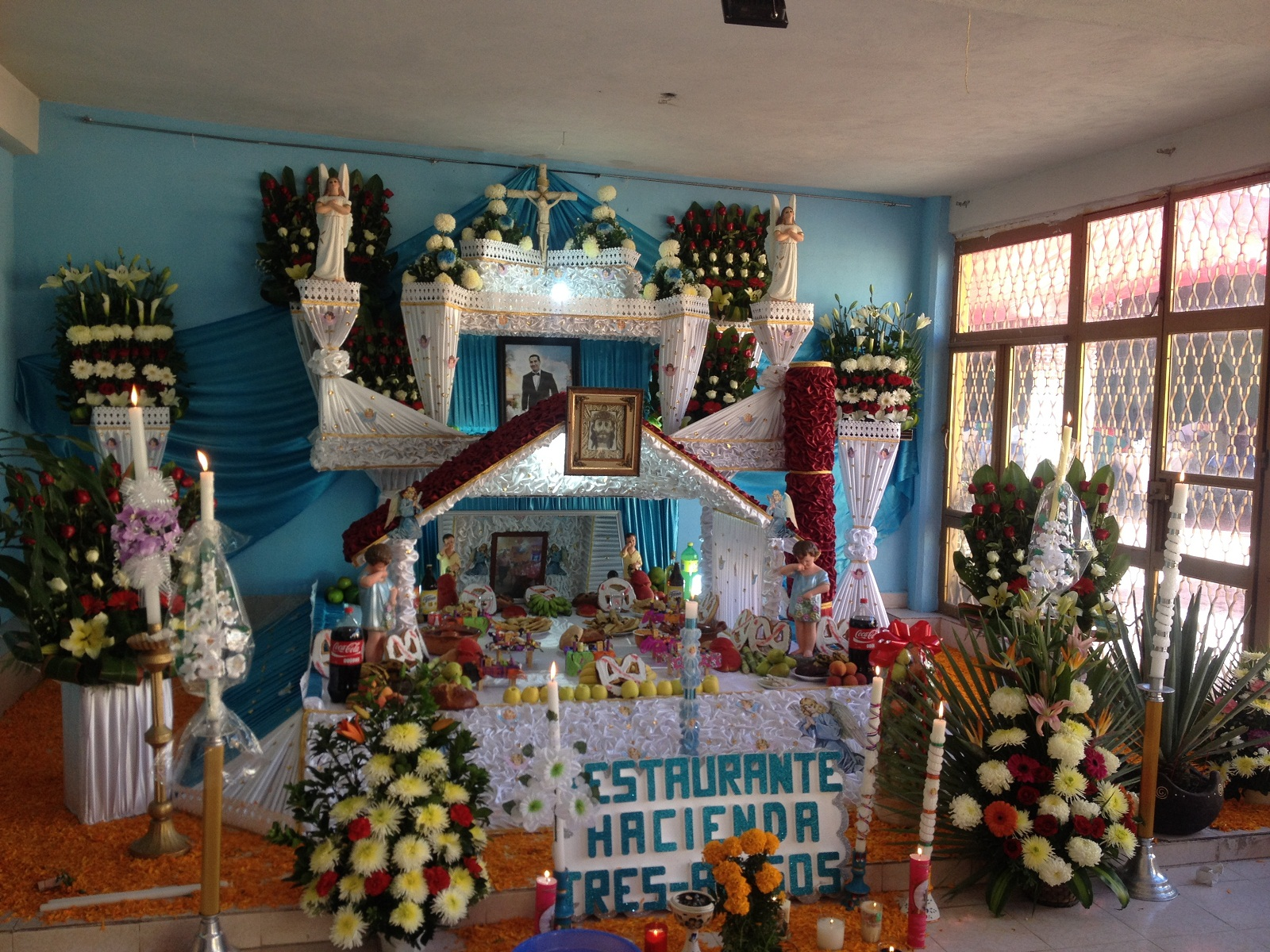
Ofrenda monumental.

Los principales feriados son el 3 de mayo, día de la Santa Cruz.
El 3 de mayo, Día de la Santa Cruz, es la celebración religiosa más alegre del pueblo. En las primeras horas del día se reúnen todos los pobladores acompañados de bandas de viento para cantar Las mañanitas a las cruces de las diferentes esquinas. Los encargados invitan a tomar el desayuno y llevan, bailando, el chocolate, el pan y los tamales. Después se tocan las campanas del templo parroquial para la reunión de las cruces del pueblo y todos escuchan misa. Al terminar todos los pobladores observan las danzas de los "Topiles" siendo la tradición del pueblo, la música y las artesanías. Se invita nuevamente a comer el tradicional mole en la casa del mayordomo acudiendo nuevamente con los bailes donde llevan las mujeres las canastas adornadas, tortillas, tamales y botellas de tequila y mezcal. También acuden los campesinos quienes bendicen sus semillas para sus cosechas y las personas enfermas ofrecen a la cruz mandas para su sanación.  
Una de las fiestas más importantes es el Día de Muertos, fecha en que se dedican las famosas ofrendas a los seres queridos que han muerto durante ese año. En estos altares se colocan varios objetos representativos de la celebración y del difunto, como su comida favorita, la cual, según la creencia, el difunto vendrá a probar durante la noche. Lo más común es colocar mole, pan de muerto, dulces, fruta, chocolate y atole. También se colocan reliquias u objetos personales del difunto, y una cruz con la imagen de algún santo.
Las familias que presentan las Ofrendas Monumentales preparan chocolate para recibir a las personas que visitan sus casas, el cual es acompañado con pan tradicional de la región. No obstante también reciben a los visitantes con atole, tamales y hasta pozole, depende mucho del estatus económico de la familia. Los visitantes se quedan un rato a acompañar a la familia y siguen a la siguiente ofrenda, la tradición es visitar cada altar. 
El 28 de octubre se reciben a las animas (nombre dicho por los pobladores a los difuntos) que mueren por causa de algún accidente. El día 1 de noviembre a las 2:00 de la tarde se les da la bienvenida a los difuntos. Todas las familias abren sus altares para que puedan visitarlos, estos altares son considerados monumentales porque llegan a medir 3 metros de altura y son de tres pisos: 
El primero representa la vida terrenal donde se coloca la foto de la persona que falleció la cual se refleja en un espejo es la entrada a la eternidad, al inframundo, de aquellos que fueron pero ya no son. Podemos ver también fruta, comida variada y bebidas como cerveza y tequila. Es curioso ver figuras de cerámica conocidas como "Llorones" que representan el sufrimiento por las personas fallecidas. 
El segundo piso representa el cielo donde se observa a la virgen María, una variedad de angelitos, elementos católicos como el cáliz con la hostia y ceras de diferentes tamaños.
El tercer piso es vista como loa elevación celestial donde observamos un crucifijo.
El día 2 de noviembre las familias visitan el cementerio para limpiar y adornar con flores las tumbas de sus muertos.

## Gastronomía
Los principales platillos típicos de la región son el mole, pipián verde con flores de zompantle, "guasmole" con huajes y carne de puerco, molotes, adobo negro, tamales de ceniza con frijol ayocote, alaches con servichí y memelas de cacahuate, que son comida tradicional de la gente campesina,  Hay varios panes conocidos como rosquetes, hojaldra, marquesotes, polvorones y el tradicional pan de muerto.
En cuanto a los dulces típicos destacan el pancololote, palanqueta, jamoncillo, camotes, y alegría.

## Artesanías
Popochcomilt. Forma náhuatl de denominar al sahumerio con flores que es usado en mayordomías o celebraciones religiosas, objeto representativo y de uso local. 
Barro policromado. El día de  los fieles difuntos y celebraciones religiosas en la comunidad se ven finamente embellecidos por los hermosos candeleros y sahumerios de barro policromado, artesanía autóctona de la cabecera municipal con sincretista entre los habitantes.
Hojalatería. La elaboración de productos en hojalata antiguamente era un oficio en el municipio hoy en día es una artesanía de admirar; hermosas linternas antiguas, hasta laboriosos candeleros se pueden adquirir.
Panes antropomorfos. Las hojaldras o "pan de muertos" de Huaquechula son sin duda emblema de la cocina antigua de esta población, ya que su sabor es único entre los pueblos de México, cocidas en enormes hornos de leña y bañados en barniz natural de huevo con flor de tulipán que hacen único al pan. Rosquete la elaboración d este pan se comienza desde 1 mes antes de su venta el cual se hace en grandes cantidades y tiene la figura de una cara humana, al endurecer se decora con ventu blanco el cual en el sincretismo de los altares monumentales representan al rostro del difunto; pálido y tieso.   
Papel Picado. Se utilizan para embellecer los altares monumentales de día de muerto es una decoración tradicional que ha pasado de generación en generación. 
Ceras escamadas. Utilizadas para ser entregadas en los altares monumentales de día de muertos, son una artesanía única en la región elaboradas a base de ceras y siendo pellizcadas por el artesano que las trabaja. 
Ramos de tela. Los ramos de telas son colocados como un símbolo especial que las personas más cercanas a los difuntos como amigos y familiares obsequian a la familia del ánima. 

## Traje Típico
Huaquechula por años fue marcado por dos barrios Barrio de Arriba (personas indígenas) y el Barrio de Abajo (personas mestizas).
El Barrio de Abajo la mujer un traje de China Huaquechulense, con falda de brocado, un encarrujado enmarca la cenefa bordada en técnica de hilo flojo usa camisa de manta con bordado de pepenado en color negro y rebordada con chaquira, un gasné para cubrir hombros y pechos  además de un ceñidor en su cintura, y para calzar zapatos de una pieza.
Para el hombre un cotón y calzón de manta, sobre este una pantalonera de gamuza ribeteada y con botonadura, ceñidor, sombrero de media bola y sus botines.
La mujer del barrio de arriba usa dos enredos tableados de lana o paño a manera de falda de bajo de estos una nagua de color blanco con costuras en color rojo con alegorías de grecas, blusas de pepenado en variedad de colores una sobre blusa de organza (huipil, o blusa de Iztaccíhuatl) y huaraches.
El hombre viste de calzón y cotón manta con sobrecosturas de hilo rojo que hacen grecas a gusto de quien la usa un pañuelo de xilampalito y sombreo de pedradas y sus huaraches de 2 o 4 correas.